# Oregon Route 237

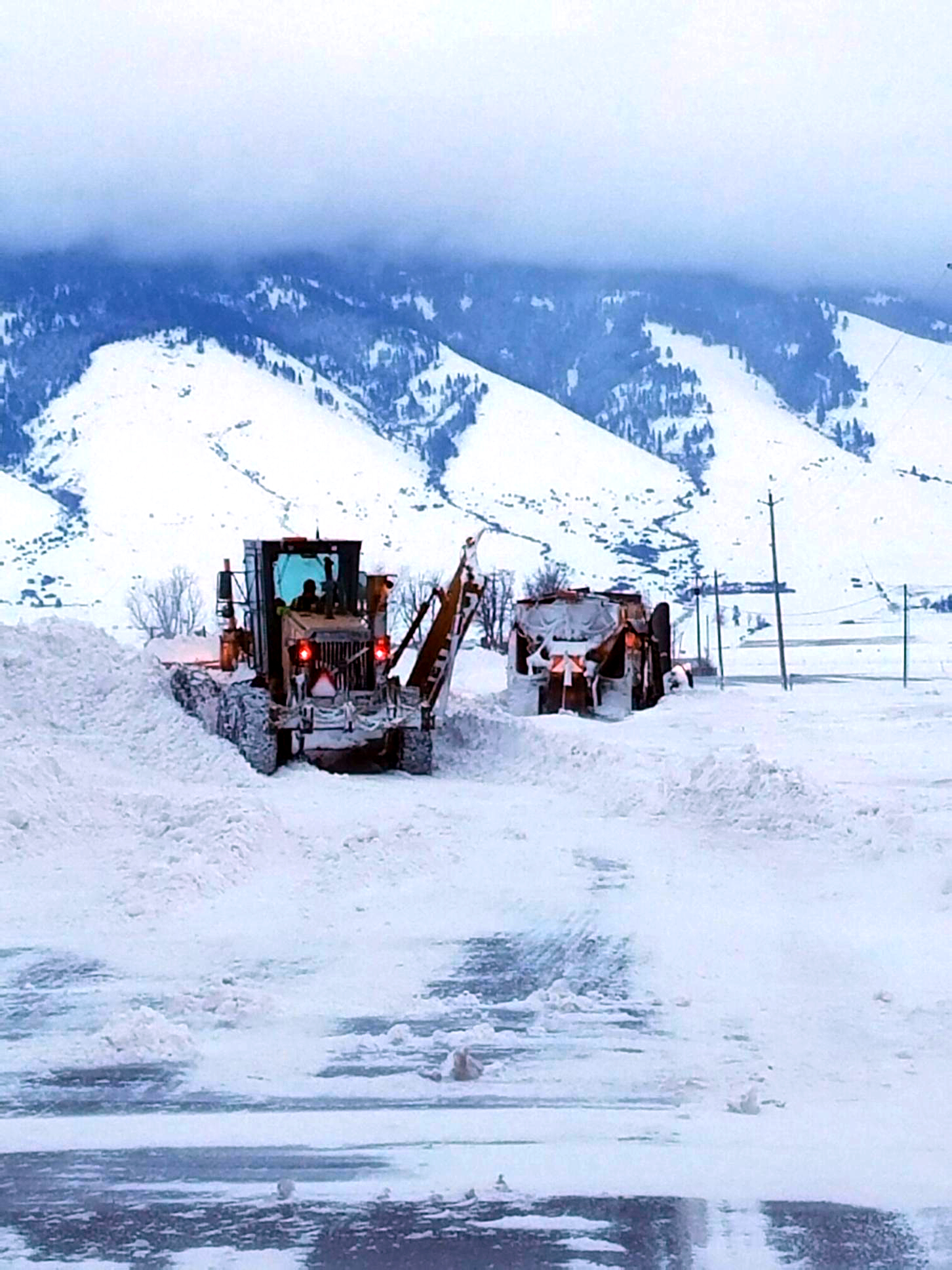
Hóeltakarítás

Az Oregon Route 207 (OR-207) egy oregoni állami országút, amely észak–déli irányban az Interstate 84 és a 30-as szövetségi országút közös szakaszának North Powder-i csomópontjától a 82-es út Island City-i elágazásáig halad.
A szakasz Cove Highway No. 342 néven is ismert, egyben a La Grande–Baker Highway No. 66 része.

## Leírás
A pálya az Interstate 84 és a 30-as szövetségi országút közös szakaszának North Powder-i csomópontjában kezdődik; a település határa a lehajtótól 75 méterre van. A várost elhagyva a nyomvonal északkeletre halad, majd a telocasti elágazás után északra fordulva eléri Uniont. A helység belvárosában a 203-as úttal együtt halad, majd egy keleti és egy északi kereszteződést követően egy keleti irányú kanyarhoz ér; az útvonal Cove irányába egy U alakú kitérőt tesz. Az út nyugatra, majd északnyugatra fordulva Island Citybe ér, ahol a 82-es út városi csomópontjánál ér véget.